# Rebecca Rudolph

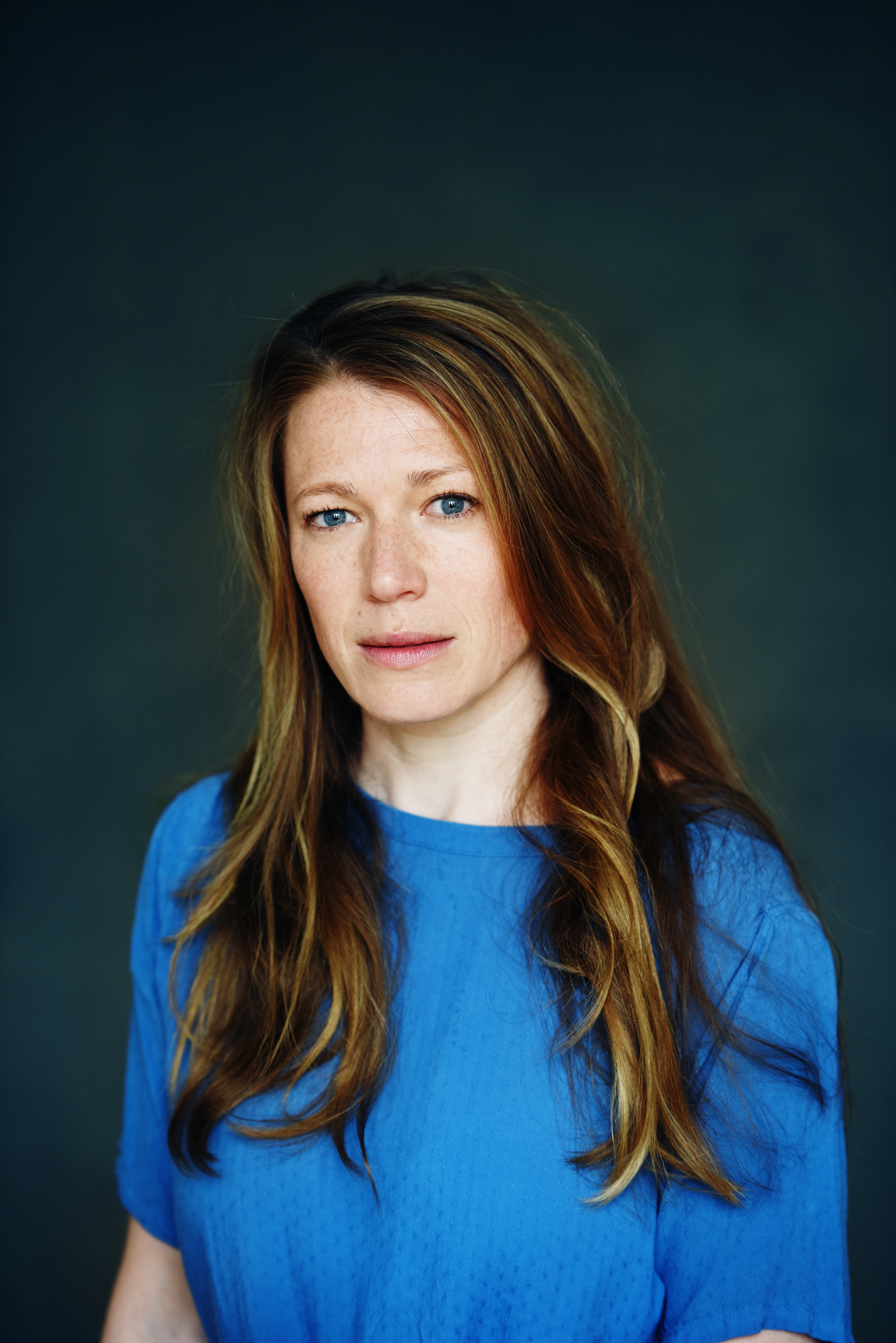
Rebecca Rudolph

Rebecca Rudolph (* 5. Mai 1980 in Henstedt-Ulzburg) ist eine deutsche Schauspielerin.

## Leben
Von 2001 bis 2005 studierte Rebecca Rudolph Schauspiel an der Hochschule für Film und Fernsehen „Konrad Wolf“ in Potsdam. Nach Auftritten in Kurzfilmen gab sie 2003 in „Die Farbe der Seele“ an der Seite von Eva Mattes ihr Filmdebüt unter der Regie von Helma Sanders-Brahms.
Weitere Filmrollen erhielt Rudolph in Dora oder die sexuellen Neurosen unserer Eltern (2015) oder der Culture-Clash-Komödie „Marry me“ (2015), Regie: Neelesha Barthel.
In der ZDF-Fernsehkomödie Hüftkreisen mit Nancy übernahm sie 2018 an der Seite von Felix Knopp und Rudolf Kowalski die weibliche Hauptrolle.
Als Theaterschauspielerin war sie mehrfach am Künstlerhaus Mousonturm (Frankfurt am Main) zu sehen, zum Beispiel in „Das wilde Schaf“ (2007) und „Der Tag, an dem es Nelken regnete“ (2017) unter der Regie von Stéphane Bittoun.

## Filmografie (Auswahl)
- 2003: Die Farbe der Seele
- 2006: Wilsberg: Tod auf Rezept
- 2007: Das Sichtbare und das Unsichtbare
- 2008: Plötzlich Millionär (Fernsehfilm)
- 2008: Werther
- 2008: Zwei zu dritt (Kurzfilm)
- 2009–2010: SOKO Leipzig (Fernsehserie, 4 Folgen)
- 2010, 2018, 2022: SOKO Wismar (Fernsehserie, 3 Folgen)
- 2010: In aller Freundschaft (Fernsehserie, 1 Folge)
- 2011: Stolberg (Fernsehserie, 1 Folge)
- 2013: Der Kriminalist (Fernsehserie, 1 Folge)
- 2013: Sekretärinnen – Überleben von 9 bis 5 (Fernsehserie, 6 Folgen)
- 2013: Der Bergdoktor (Fernsehserie, Folge 6/2 Ausgeträumt)
- 2014, 2023: Notruf Hafenkante (Fernsehserie, 2 Folgen)
- 2015: Dora oder die sexuellen Neurosen unserer Eltern
- 2015: Marry Me!
- 2017: In aller Freundschaft – Die jungen Ärzte (Fernsehserie, 1 Folge)
- 2017: SOKO Köln (Fernsehserie, 1 Folge)
- 2018: Frühling – Gute Väter, schlechte Väter
- 2019: Hüftkreisen mit Nancy
- 2019: Inga Lindström – Klang der Sehnsucht
- 2019: Die Klempnerin (Fernsehserie, 1 Folge)
- 2021: Morden im Norden – Ausgesetzt (Fernsehserie)
- 2021: Der Staatsanwalt – Tod eines Helden (Fernsehserie)
- 2021: Die Heiland – Wir sind Anwalt: Gift im Garten (Fernsehserie)
- 2022: Jenseits der Spree: Zwischen den Welten (Fernsehserie)
- 2023: Ostfriesenmoor
- 2023: Tatort: Verborgen (Fernsehreihe)
- 2024: Blutige Anfänger (Fernsehserie, Folge Todestanz)
- 2024: Allein Zwischen den Fronten (Spielfilm, ZDF)